# Cirat
Cirat település Spanyolországban, Castellón tartományban. Cirat Arañuel, Fuentes de Ayódar, Ludiente, Montán, Montanejos, Torralba del Pinar, Torrechiva és Zucaina községekkel határos. Lakosainak száma 214 fő (2024).

## Népesség
A település népessége az elmúlt években az alábbi módon változott:
| Lakosok száma | 288  | 281  | 262  | 267  | 270  | 225  | 220  | 201  | 211  | 214  |
|               | 2001 | 2004 | 2006 | 2009 | 2011 | 2014 | 2016 | 2019 | 2021 | 2024 |